# Gabriel Kobylak
Gabriel Kobylak (Brzozów, 20 febbraio 2002) è un calciatore polacco, portiere del Legia Varsavia.

## Carriera
Kobylak è cresciuto nel settore giovanile del Legia Varsavia e dal 2018 al 2020 ha giocato con la seconda squadra in quarta divisione. Il 14 agosto 2020 è stato ceduto in prestito al Puszcza Niepołomice  con cui ha debuttato nel calcio professionistico il giorno stesso, in Puchar Polski contro il Jaguar Danzica. Al termine della stagione il prestito è stato prolungato anche per quella successiva.
Il 18 giugno 2022 è passato in prestito al Radomiak Radom.  Ha debuttato in Ekstraklasa il 17 luglio seguente, nel pareggio per 1-1 contro il Miedź Legnica. Al termine della stagione è rientrato al Legia, con cui però non ha giocato alcun incontro nella prima metà di stagione. Il 29 gennaio 2024 ha prolungato il contratto fino al 2027 ed ha fatto ritorno al Radomiak fino al termine della stagione.
Il 1º aprile seguente ha realizzato una rete nell'incontro pareggiato 1-1 contro la sua ex squadra, il Puszcza Niepołomice, sorprendendo Oliwier Zych con un rinvio poco fuori dalla sua area di rigore.

## Statistiche
Statistiche aggiornate al 29 maggio 2024.

### Presenze e reti nei club
| Stagione        | Squadra             | Campionato      | Campionato | Campionato | Coppe nazionali | Coppe nazionali | Coppe nazionali | Coppe continentali | Coppe continentali | Coppe continentali | Altre coppe | Altre coppe | Altre coppe | Totale | Totale  | Totale |
| Stagione        | Squadra             | Comp            | Pres       | Reti       | Comp            | Pres            | Reti            | Comp               | Pres               | Reti               | Comp        | Pres        | Reti        | Pres   | Reti    |        |
| --------------- | ------------------- | --------------- | ---------- | ---------- | --------------- | --------------- | --------------- | ------------------ | ------------------ | ------------------ | ----------- | ----------- | ----------- | ------ | ------- | ------ |
| 2018-2019       | Legia Varsavia II   | 3L              | 4          | -3         |                 | -               | -               |                    | -                  | -                  |             | -           | -           | 4      | -3      |        |
| 2019-2020       | Legia Varsavia II   | 3L              | 2          | -3         | CP              | 1               | 0               |                    | -                  | -                  |             | -           | -           | 3      | -3      |        |
| 2020-2021       | Puszcza Niepołomice | 1L              | 17         | -15        | CP              | 3               | -7              |                    | -                  | -                  |             | -           | -           | 20     | -22     |        |
| 2021-2022       | Puszcza Niepołomice | 1L              | 33         | -49        | CP              | 0               | 0               |                    | -                  | -                  |             | -           | -           | 33     | -49     |        |
| 2022-2023       | Radomiak Radom      | EK              | 29         | -32        | CP              | 1               | 0               |                    | -                  | -                  |             | -           | -           | 30     | -32     |        |
| 2023-gen. 2024  | Legia Varsavia II   | 3L              | 9          | -8         |                 | -               | -               |                    | -                  | -                  |             | -           | -           | 9      | -8      |        |
| gen.-giu. 2024  | Radomiak Radom      | EK              | 11         | -28, 1     | CP              | 0               | 0               |                    | -                  | -                  |             | -           | -           | 11     | -28, 1  |        |
| Totale carriera | Totale carriera     | Totale carriera | 105        | -138, 1    |                 | 5               | -7              |                    | -                  | -                  |             | -           | -           | 110    | -145, 1 |        |

## Palmarès

### Club

#### Competizioni nazionali
- Coppa di Polonia: 1

Legia Varsavia: 2024-2025